# Trapa kozhevnikoviorum
Trapa kozhevnikoviorum är en fackelblomsväxtart som beskrevs av Pshenn.. Trapa kozhevnikoviorum ingår i släktet sjönötter, och familjen fackelblomsväxter. Inga underarter finns listade i Catalogue of Life.